# (30917) Moehorgan
(30917) Moehorgan est un astéroïde de la ceinture principale.

## Description
(30917) Moehorgan est un astéroïde de la ceinture principale. Il fut découvert le 19 avril 1993 à McGraw-Hill par John L. Tonry. Il présente une orbite caractérisée par un demi-grand axe de 3,18 UA, une excentricité de 0,12 et une inclinaison de 25,8° par rapport à l'écliptique.

## Compléments